# 안토니오 호세 데 수크레
안토니오 호세 데 수크레 이 알칼라(스페인어: Antonio José de Sucre y Alcalá, 1795년 2월 3일~1830년 6월 4일)는 베네수엘라의 독립운동가, 군인, 정치인으로 페루군 총사령관과 볼리비아의 6대 대통령을 역임했다. 시몬 볼리바르의 절친한 친구으로 잘 알려져 있다.

## 군 복무
1814년 에스파냐에 대항한 아메리카 독립 전쟁에 뛰어들었는데 그는 뛰어난 장군임을 입증하였으며, 1818년에는 대령으로 진급하고, 1821년에 26세의 나이로 준장에 올라 군대 장군 가운데 젊은 축에 들었다. 보야카 전투 이후 볼리바르의 참모가 되었다.
1821년 볼리바르는 수크레에게 키토를 해방하는 작전을 맡겨 수크레는 1822년 5월 24일에 피친차 전투에서 결정적인 승리를 거두었다.
뒤이어 페루에서 1824년 8월 6일 후닌 전투에서 에스파냐 군대를 물리쳤다. 12월 9일에 수크레는 아야쿠초에서 에스파냐 군대의 대부분과 부왕을 비롯한 지휘부를 생포하였다.
이 승리로 페루와 상부 페루(Alto Perú)의 독립이 확실해졌으며, 이내 수크레와 다른 이들이 볼리비아를 세우면서 에스파냐 치하의 남아메리카 독립 투쟁이 종결되었다. 수크레는 공적에 대한 보답으로 29세의 나이에 "아야쿠초의 대원수"란 명예 칭호를 받았다.

## 독립 이후
1826년 수크레는 볼리비아의 대통령으로 선출되었으나, 지역적인 정치 발전에 불만을 가지게 되었다. 1828년 볼리바르와 그의 지지자, 그리고 볼리비아를 위해 그가 쓴 헌법에 반대하는 운동이 거세게 일어나자 수크레는 사임하고 아내의 고향 도시인 키토로 떠났다. 그는 정치를 불편하게 여겼으며, 은퇴할 생각을 가졌다.
1828년 말 볼리바르의 요청으로 그란콜롬비아 의회는 그를 의회 의장으로 지명하였다. 이들은 향후 볼리바르의 후계자로 수크레를 공화국 대통령으로 지명하고자 하였으나, 수크레가 거부할 것 같아서 실행하지 않았다.
수크레는 호세 안토니오 파에스가 이끄는 한 위원회 위원으로 지명되어 1829년에 지방 정부 사이에 퍼진 정치적 분리주의를 가라앉히고자 베네수엘라를 순방하였다. 이는 어려운 과업이었고, 수크레는 계속 그란콜롬비아의 정치적 환경에 불만을 느꼈다.

## 죽음

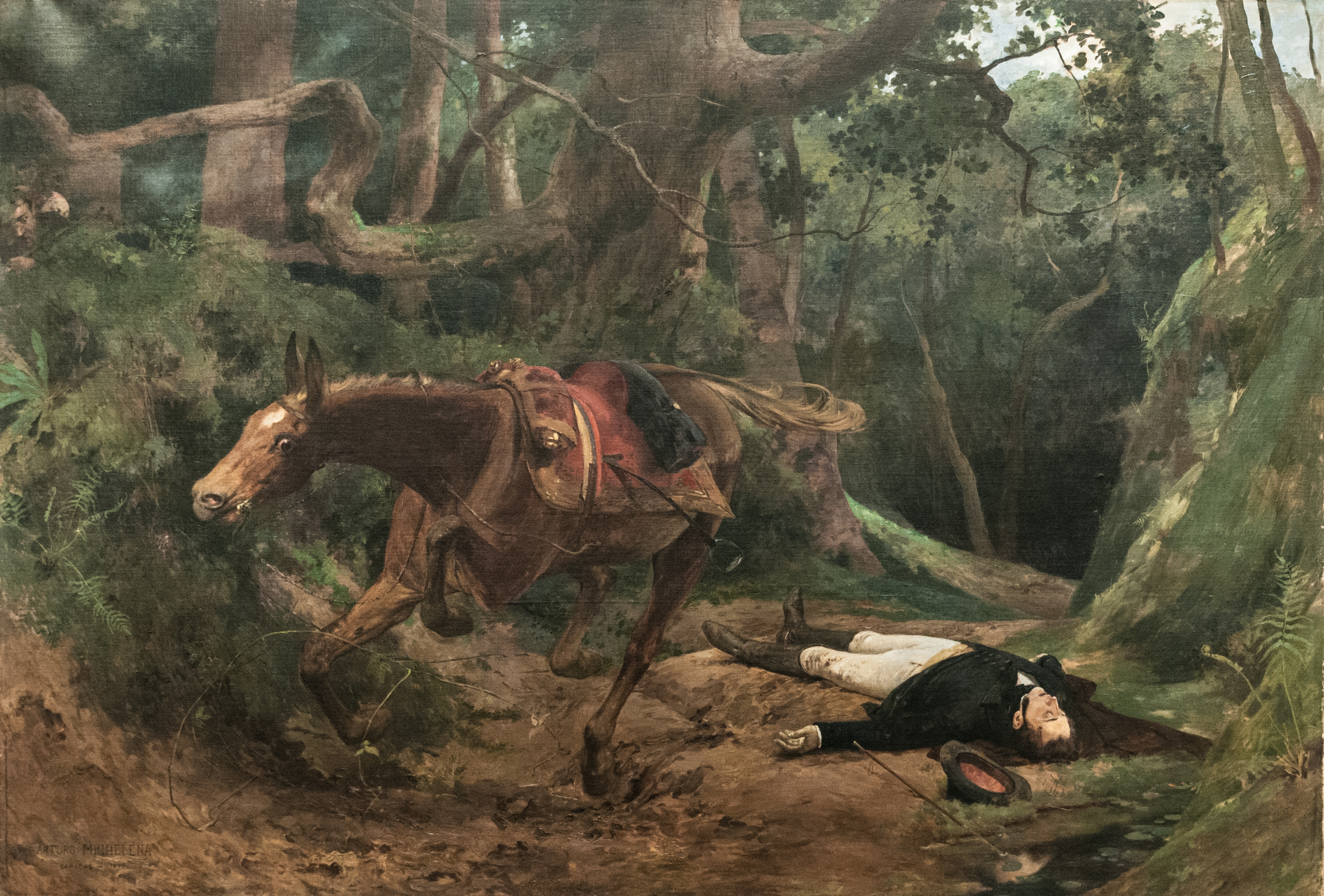
아르투로 마켈레나가 그린 안토니오 호세 데 수크레의 죽음.

1830년 초 수크레는 볼리바르가 사임하고 나라를 떠날 뜻을 품었다는 소식을 접하자, 자신도 사인(私人)으로 돌아가고자 키토로 가기로 하였으나, 1830년 6월 4일에 콜롬비아 남부의 파스토 인근인 시에라 데 베루에스코스에서 숨어있던 암살자의 총에 맞아 죽었다.
수크레의 암살에 대한 자세한 정황은 확실하지 않으며, 그 원인을 놓고 설도 무성하다. 현재 콜롬비아의 수크레 주와 수크레 시는 그의 이름에서 나온 지명이다. 과거 에콰도르의 통화도 수크레였으며, 그가 태어났던 베네수엘라의 쿠마나 주는 수크레 주로 개칭하였다.
카라카스의 인근 대도시 한 곳도 수크레란 이름이 붙었다. 베네수엘라에 사는 그의 일부 후손들은 수크레처럼 군사와 정치 분야에서 활동하고 있으며 유해는 키토 성당에 묻혔다.